# Andriej Chrulow
Andriej Wasiljewicz Chrulow (ros. Андрей Васильевич Хрулёв, ur. 18 września?/30 września 1892 we wsi Bolszaja Aleksandrowka w guberni petersburskiej, zm. 9 czerwca 1962 w Moskwie) – radziecki polityk i dowódca wojskowy, generał armii, ludowy komisarz komunikacji drogowej ZSRR (1942–1943).

## Życiorys
Początkowo ślusarz w fabryce w Piotrogrodzie, od 1917 w Czerwonej Gwardii, uczestnik szturmu na Pałac Zimowy, od 1918 w RKP(b) i Armii Czerwonej, podczas wojny domowej w Rosji szef wydziału politycznego i komisarz 11 Dywizji Kawalerii 1 Armii Konnej, w 1921 komisarz pułku i dywizji. W 1925 skończył wojskowo-polityczne kursy akademickie wyższej kadry politycznej Armii Czerwonej, po których został komisarzem i szefem wydziału politycznego 10 Majkopskiej Dywizji Kawalerii Moskiewskiego Okręgu Wojskowego, w latach 1928–1930 zastępca szefa Wydziału Politycznego Moskiewskiego Okręgu Wojskowego, 1930–1939 kolejno szef Centralnego Zarządu Wojskowo-Finansowego Armii Czerwonej, Zarządu Budowlano-Kwaterunkowego Armii Czerwonej, Kijowskiego Okręgowego Zarządu Wojskowo-Budowlanego, „Gławwojenstroja” przy Radzie Komisarzy Ludowych ZSRR, od 20 listopada 1935 w stopniu komisarza korpusu. Od października 1939 szef Zarządu Zaopatrzenia Armii Czerwonej, od sierpnia 1940 główny intendent Armii Czerwonej, od sierpnia 1941 zastępca ludowego komisarza obrony i szef Głównego Zarządu Tyłów, od 25 marca 1942 do 26 lutego 1943 ludowy komisarz komunikacji drogowej ZSRR, od maja 1943 szef Głównego Zarządu Tyłów Armii Czerwonej. Od 1946 szef tyłów Sił Zbrojnych ZSRR i zastępca ministra sił zbrojnych ZSRR ds. tyłów, 1953–1956 zastępca ministra transportu samochodowego i dróg szosowych ZSRR, 1956–1957 zastępca ministra budownictwa ZSRR. Od 1958 inspektor wojskowy - doradca w Grupie Generalnych Inspektorów Ministerstwa Obrony ZSRR. W latach 1946–1959 deputowany do Rady Najwyższej ZSRR.
Jego prochy złożono na placu Czerwonym przy Murze Kremlowskim.

## Odznaczenia
- Order Lenina (dwukrotnie)
- Order Czerwonego Sztandaru (czterokrotnie)
- Order Suworowa I klasy
- Order Krzyża Grunwaldu I klasy (Polska – uchwała KRN z 21 maja 1946)[1]

I inne.